# Délégation aux Usages de l'Internet
Pour les articles homonymes, voir DUI.
La délégation aux Usages de l'Internet (DUI) est une ancienne délégation dont la création au sein du ministère de l'Éducation nationale a été décidée par le gouvernement français lors du Comité interministériel à la société de l'information (CISI) du 10 juillet 2003, pour remplacer la Mission d'accès public à l'informatique (MAPI).
Un décret du 8 décembre 2003 a procédé à sa création. Elle est ensuite rattachée au Ministère de l'Économie, du Redressement productif et du Numérique, et mise à disposition de la Secrétaire d'État chargée du Numérique et du Ministre chargé de l'Économie, du Redressement productif et du Numérique.
Elle disparait au sein de l'Agence du numérique en février 2015.

## Les missions de la délégation aux Usages de l'Internet
De manière générale, la DUI est chargée de proposer les mesures propres à généraliser l'accès à l'Internet ainsi que la formation des familles, des enfants et du grand public aux usages des nouvelles technologies. Elle peut notamment diffuser des informations, des bonnes pratiques ou procéder à un suivi de la politique des espaces publics numériques implantés sur le territoire national.
Le décret du 8 décembre 2003 prévoit que quatre missions sont confiées à cette délégation :
Elle doit contribuer à « l'harmonisation des mesures prises par les administrations et les établissements publics de l'État en ce qui concerne la généralisation auprès du grand public des usages de la micro-informatique, d'Internet et du multimédia ». Cette mission lui permet notamment d'établir des chartes d'engagements volontaires et de diffuser une signalétique commune à l'ensemble des points d'accès publics qui souscrivent à ces engagements.
Elle doit répondre « aux demandes de conseil et d'expertise qui lui sont adressées par les administrations centrales, les services déconcentrés de l'État, les collectivités territoriales et les autres acteurs du développement de l'accès du grand public à la micro-informatique, à l'Internet et au multimédia ».
Elle est chargée de recenser les points d'accès existants et de diffuser des informations concernant leur localisation et leurs caractéristiques.
Enfin, elle anime un « service en ligne ayant pour objet de diffuser l'information relative aux usages par le grand public de la micro-informatique, d'Internet et du multimédia et de faciliter les échanges entre les acteurs, publics ou privés ».
Les délégués aux Usages de l'Internet ont été successivement Benoît Sillard à partir de décembre 2003, remplacé par Gilles Fournier en mars 2007, puis par Bernard Benhamou de novembre 2007 à novembre 2013.

## Les actions de la délégation aux Usages de l'Internet

### L'élaboration de la charte NetPublic
Depuis octobre 2003 est mise en place une politique consistant à fédérer les espaces publics numériques (EPN) sous le label réseau « NetPublic », en coordination avec les collectivités territoriales.
La charte NetPublic a été signée d'un côté par l'État, de l'autre par l'Association des maires de France, puis par l'Association des départements de France. Elle est destinée à être signée par toutes les collectivités territoriales (commune, intercommunalité, Conseil général, Conseil régional…) qui en acceptent les termes. Chaque collectivité ayant adhéré à cette charte décide ensuite de labelliser « NetPublic » certains ou tous les espaces situés dans son périmètre géographique et qui, selon elle, correspondent aux critères énumérés dans cette charte.
La DUI a ensuite attribué automatiquement ce label, aux réseaux nationaux des Espaces culture multimédia (ministère de la Culture), PointCyb (ministère de la Jeunesse et des Sports), et CyberBase (Caisse des dépôts et consignations).

### Le Portail des métiers de l'Internet
Pour répondre aux besoins d’information sur le secteur, la délégation aux Usages de l'Internet édite et anime depuis 2009 le Portail des métiers de l'Internet qui favorise une meilleure connaissance de ces métiers et des opportunités d'emploi qu'ils représentent, à travers :
- la mise à disposition d'un référentiel de fiches métiers sur les métiers de l'Internet ;
- l'information sur les formations qui y conduisent en partenariat avec l'ONISEP ;
- et une veille diffusée sur les réseaux sociaux.

### Projet Confiance
Annoncé le 18 mai 2005 par le ministre de l'Éducation nationale, le projet CONFIANCE (CONFiance dans un Internet sANs Crainte pour les Enfants) a été lancé le 1er octobre 2005 par la signature d'un contrat de financement avec la Commission européenne. Ce contrat subventionne à hauteur de 550 000 euros le projet dans le cadre du plan d'action pour un Internet plus sûr (Safer Internet Action Plan).
Le projet Confiance est le plan français d'action de sensibilisation aux enjeux et risques de l'Internet.
Les deux principaux objectifs de ce projet sont :
- de mener une campagne nationale de sensibilisation des enfants et de leurs parents à la sécurité et à la civilité de l'Internet,
- d'impliquer l'ensemble des acteurs de l'Internet concernés par la sécurité et la protection des mineurs pour constituer une structure établie et reconnue de concertation de partenariat entre les institutions publiques, les associations et les entreprises privées du secteur.

### Internet sans crainte
Le 16 novembre 2006, la DUI a lancé le site officiel du projet européen Confiance : internetsanscrainte.fr. Ce site destiné à la fois aux enfants, parents, éducateurs, institutions, et acteurs du secteur de l'Internet se veut le site de référence de la protection des mineurs sur l'Internet. En effet, s'il existait déjà en France de nombreuses initiatives destinées à protéger cette cible sensible, il restait à créer un lieu de rencontre pour tous les acteurs, un nœud de sensibilisation de la prévention des risques liés à l'usage de l'Internet par les mineurs. Plus spécifiquement conçu pour les 7-12 ans, âge de l'apprentissage de l'autonomie sur l'Internet, le site apporte, autour d'articles, fiches, et animations, des informations et conseils sur les différents usages de l'Internet par les jeunes, et les risques qui y sont liés.

### Autres projets
La délégation aux Usages de l'Internet a créé le label Proxima mobile pour favoriser la création d'applications mobiles. Elle a aussi développé les projets Micro-portable étudiant et Internet accompagné.